# Le Bois-Robert
Le Bois-Robert is een gemeente in het Franse departement Seine-Maritime (regio Normandië) en telt 331 inwoners (2014). De plaats maakt deel uit van het arrondissement Dieppe.

## Geografie
De oppervlakte van Le Bois-Robert bedraagt 4,95 km², de bevolkingsdichtheid is 67 inwoners per km².
De onderstaande kaart toont de ligging van Le Bois-Robert met de belangrijkste infrastructuur en aangrenzende gemeenten.

## Demografie
Onderstaande figuur toont het verloop van het inwonertal (bron: INSEE-tellingen).